# روبي بيترز
روبي بيترز (بالإنجليزية: Robbie Peters)‏ (18 مايو 1971 في المملكة المتحدة - ) هو لاعب كرة قدم بريطاني في مركز الوسط. لعب مع نادي برينتفورد ونادي وكينغ وسانت ألبانز سيتي.

## وصلات خارجية
- روبي بيترز على موقع Soccerbase.com (لاعب) (الإنجليزية)